# Karl Walter Lindenlaub
Karl Walter Lindenlaub, A.S.C., BVK, né le 19 juin 1957 à Brême (Land de Brême), est un directeur de la photographie allemand.

## Biographie
Karl Walter Lindenlaub débute comme chef opérateur sur un téléfilm (d'Allemagne de l'Ouest) diffusé en 1980, Altosax, dont il est également coscénariste — parmi les acteurs de ce téléfilm, mentionnons son compatriote Roland Emmerich (lui-aussi coscénariste), qu'il retrouve cinq fois par la suite, comme réalisateur  —. Le premier film allemand de Lindenlaub, Tango im Bauch, sort en 1983. Il collabore à neuf autres films dans son pays natal — plus un film autrichien en 1991 —, dont Moon 44 d'Emmerich (1990), et enfin à un documentaire musical consacré au chef d'orchestre Sergiu Celibidache, sorti en 1992.
À ce jour, il contribue ensuite à vingt-cinq films (majoritairement américains, outre des coproductions), le dernier annoncé étant Buddha, film américano-indien d'Ashutosh Gowariker, actuellement en production. Universal Soldier (1992) est en même temps le premier film américain de Lindenlaub et de son réalisateur Roland Emmerich, avec lequel il travaille encore sur deux autres films, devenus des classiques de la science-fiction, Stargate, la porte des étoiles (coproduction franco-américaine de 1994) et Independence Day (1996).
Karl Walter Lindenlaub collabore aussi, entre autres, avec les réalisateurs Jon Avnet (ex. : Personnel et confidentiel en 1996), Michael Caton-Jones (ex. : Rob Roy, coproduction américano-britannique de 1995), Garry Marshall (ex. : Princesse malgré elle en 2001), Paul Verhoeven (Black Book, film néerlandais de 2006), ou encore Wayne Wang (ex. : Coup de foudre à Manhattan en 2002).
Toujours à ce jour, il revient à la télévision à l'occasion d'une série allemande (Leo und Charlotte en 1991) et de deux autres téléfilms diffusés en 1993 (dont L'Affaire Amy Fisher : Désignée coupable de John Herzfeld).

## Filmographie partielle
Comme directeur de la photographie, sauf mention contraire

### Au cinéma
- 1987 : Ghost Chase (Hollywood-Monster) de Roland Emmerich
- 1990 : Moon 44 de Roland Emmerich
- 1990 : L'Histoire sans fin 2 : Un nouveau chapitre (The NeverEnding Story II : The Next Chapter) de George Trumbull Miller (photographe de la seconde équipe)
- 1992 : Universal Soldier de Roland Emmerich
- 1993 : CB4 de Tamra Davis
- 1994 : Stargate, la porte des étoiles (Stargate) de Roland Emmerich
- 1995 : Rob Roy de Michael Caton-Jones
- 1995 : Le Dernier Cheyenne (Last of the Dogmen) de Tab Murphy
- 1996 : Personnel et confidentiel de Jon Avnet
- 1996 : Independence Day de Roland Emmerich
- 1997 : Le Chacal (The Jackal) de Michael Caton-Jones
- 1997 : Red Corner de Jon Avnet
- 1999 : Hantise (The Haunting) de Jan de Bont
- 2000 : Isn't She Great d'Andrew Bergman
- 2001 : Divine mais dangereuse (One Night at McCool's) d'Harald Zwart
- 2001 : Princesse malgré elle (The Princess Diaries) de Garry Marshall
- 2002 : Coup de foudre à Manhattan (Maid in Manhattan) de Wayne Wang
- 2002 : Père et flic (City by the Sea) de Michael Caton-Jones
- 2002 : Sex fans des sixties (The Banger Sisters) de Bob Dolman
- 2005 : Winn-Dixie mon meilleur ami (Because of Winn-Dixie) de Wayne Wang
- 2005 : Black/White (Guess Who) de Kevin Rodney Sullivan
- 2006 : Black Book (Zwartboek) de Paul Verhoeven
- 2007 : Mère-fille, mode d'emploi (Georgia Rule) de Garry Marshall
- 2008 : Le Monde de Narnia : Le Prince Caspian (The Chronicles of Narnia : Prince Caspian) d'Andrew Adamson
- 2009 : Ninja assassin (Ninja Assassin) de James McTeigue
- 2011 : Irish Gangster de Jonathan Hensleigh
- 2011 : L'Incroyable Histoire de Winter le dauphin (A Dolphin's Tale) de Charles Martin Smith
- 2011 : Buddha d'Ashutosh Gowariker
- 2016 : Underworld: Next Generation d'Anna Foerster
- 2016 : Les Neuf vies de Mr. Fuzzypants de Barry Sonnenfeld
- 2018 : Driven de Nick Hamm
- 2021 : Separation de William Brent Bell
- 2025 : Une enfance allemande Île d'Amrum, 1945 (Amrum) de Fatih Akin

### À la télévision
- 1993 : L'Affaire Amy Fisher : Désignée coupable (Casualties of Love : The Long Island Lolita Story), téléfilm américain de John Herzfeld